# Костилів
Костилів — струмок в Україні, у Перечинському районі Закарпатської області. Ліва притока Тур'ї (басейн Дунаю).

## Опис
Довжина струмка приблизно 4,4 км.

## Розташування
Бере початок на західних схилах гори Закружі (687 м). Спочатку тече на північний схід, а потім на північний захід і на північному заході від села Раково впадає у річку Тур'ю, ліву притоку Ужа. 

## Цікаві факти
- Річку перетинає автомобільна дорога Т 0712[2] (автомобільний шлях територіального значення у Закарпатській області. Пролягає територією Перечинського та Свалявського районів через Перечин — Сваляву. Загальна довжина — 52,1 км.).